# Onchidella marginata
Onchidella marginata is een slakkensoort uit de familie van de Onchidiidae. De wetenschappelijke naam van de soort is voor het eerst geldig gepubliceerd in 1852 door Couthouy in Gould.